# Rapajufferduif
De rapajufferduif (Ptilinopus huttoni) is een vogel uit de familie Columbidae (duiven). De vogel werd in 1874 door de Duitse vogelkundige Otto Finsch geldig beschreven en genoemd naar de ontdekker, de Britse natuuronderzoeker Frederick Wollaston Hutton. Het is een voor uitsterven gevoelige, endemische soort duif op Rapa Iti, een klein eiland dat tot de Australeilanden in Frans-Polynesië behoort.

## Kenmerken
De vogel is 31 cm lang, wat betrekkelijk groot is voor een jufferduif. De vogel is overwegend groen. De kop, nek, borst en rug zijn bleek blauwgrijs, met een groenige glans. De relatief lange staart heeft een geelwit uiteinde, de kruin, het "gezicht" en de onderstaartdekveren zijn roze gekleurd.

## Verspreiding en leefgebied
Deze soort is endemisch op het Polynesische eilandje Rapa. Het leefgebied bestaat uit restanten ongerept, natuurlijk bos in valleien van het heuvelachtige eiland.

## Status
De rapajufferduif heeft een beperkt verspreidingsgebied en daardoor is de kans op uitsterven aanwezig. De grootte van de populatie werd in 2015 door BirdLife International geschat op 180 volwassen individuen en de populatie-aantallen nemen af door habitatverlies. In 2018 werd het aantal geschat op 50 tot 250 volwassen vogels. Het leefgebied wordt aangetast door ontbossing waarbij natuurlijk bos wordt omgezet in gebied voor agrarisch gebruik en menselijke bewoning. Om deze redenen staat deze soort sinds 2018 als ernstig bedreigd (kritiek) op de Rode Lijst van de IUCN.